# Тасоев, Дмитрий Николаевич
Дми́трий Никола́евич Тасо́ев (осет. Тасойты Дмитрий) — юго-осетинский политик, юрист, военный. Баллотировался на президентских выборах 2011 года.

## Биография
Дмитрий Тасоев родился в семье служащих в 1974 году в городе Цхинвал.
В 1991 году окончил Цхинвальскую среднюю школу № 2. В том же году стал мастером спорта по боксу. Из-за начавшейся военных действий против Южной Осетии не мог продолжать учёбу. После размещения в зоне конфликта четырёхсторонних миротворческих сил, в 1992 году стоял у истоков создания таможенной службы РЮО, продолжал работать на таможне по 2000 год, начальник службы собственной безопасности..
С 1999 по 2003 год занимался предпринимательством.
В 2002 году поступил в ЮОГУ на факультет юриспруденции.
В 2004 году по одномандатному избирательному округу был избран депутатом Парламента РЮО.
В 2004 году, во время эскалации напряжённости в Южной Осетии, был назначен начальником отдельной роты ЧС, которой командовал до 2006 года.
В 2006 году поступил в Северо-Осетинский современный гуманитарный университет во Владикавказе, окончил его в 2011 году.
В августе 2008 отстаивал территориальную целостность и независимость Южной Осетии.
В 2009 году указом президента назначен на должность начальника Антимонопольного управления РЮО, но уже в 2010 освобождён от должности в связи с реорганизацией структуры правительства.
В 2010 году избран председателем организационного комитета по созданию Социал-демократической партии РЮО. В том же году на первом учредительном съезде абсолютным большинством голосов избран председателем Социал-Демократической партии.
В 2011 году баллотировался на должность президента республики.
В виду объединения двух партий «Единая Осетия» и (Соцал-демократическая партия), в 2014 году избирался в парламент от партии ЕО, так как к тому времени партия СДП была незаконна лишена статуса юридического лица. (2014) Работал в Парламенте на должности вице-спикера и председателя комитета по обороне и безопасности.
В 2015 году избран председателем Общественной организации «Боевое Содружество».
В июле 2017 года парламент выразил недоверие Тасоеву как вице-спикеру и главе парламентского комитета по обороне и безопасности после ряда его видеообращений о том, что он намерен «пересмотреть целесообразность своего нахождения в парламенте», а в октябре того же года «Единая Осетия» досрочно отозвала из Тасоева парламента за критику назначения нового председателя парламента.
В 2019 году участвовал в выборах депутатов парламента по одномандатному избирательному округу от политического блока Общественной организации «Боевое содружество» и политической партии «Единство народа». Из-за сепаратного сговора председателя политической партии «Единство Народа» с действующей властью Тасоев покинул политический блок. В том же году Тасоев совместно с товарищами создал общественную организацию «Союз Алания-Россия». Целью организации объявлена максимальная интеграция с Россией.
Женат, воспитывает четырёх детей.